# Real (EP)
Real (estilizado como REAL) é o terceiro extended play da cantora sul-coreana IU. Foi lançado em 9 de dezembro de 2010 pela LOEN Entertainment. A edição especial do álbum foi esgotada durante a pre-order, o que revelou a alta expectativa para o álbum. IU colaborou com alguns dos principais vocalistas e produtores da Coreia do Sul, como Yoon Jong-shin, Kim Hyeong-seok, Lee Min-soo, Kim Eana, Shinsadong Tiger, e Choi Gap para trabalhar no álbum. O sucesso do álbum fortaleceu a posição da cantora como "Amada da Nação" em seu país nativo.

## Antecedentes e lançamento
Real é composto por seis faixas e um instrumental da faixa-título, "Good Day" (Hangul: 좋은 날; RR: Joeun Nal). O álbum veio em duas versões diferentes, edição normal e especial. IU tinha trabalhado com compositores de músicas de sucesso como "Abracadabra" de Brown Eyed Girls, "Nagging" dela mesma e "Irreversible" de Gain para desenvolver este álbum. 
O álbum refletiu a imagem natural da IU, conforme descrito pelo título do álbum. A faixa-título "Good Day" inclui uma combinação musical de violão, instrumentos de sopro, guitarra e piano. As letras descrevem uma história de uma menina que não tem a coragem de confessar a sua paixão, a doçura e a tensão de um primeiro amor.
IU também experimentou um novo gênero de música, eletrônica, neste álbum ("This Is Not What I Thought"). Outras músicas deste álbum incluem "The Night of the First Breakup", uma história sobre o dia de uma garota em pânico que acabou de terminar com seu namorado; "Alone in the Room", permite que você sinta um lado maduro da IU e está cheio das emoções de uma menina de 18 anos, quando IU co-escreveu as letras para esta canção; "The Thing I Do Slowly", uma balada que descreve uma garota tentando esquecer seu amor após uma separação; e "Merry Christmas Advance", uma confissão da IU aos fãs, que foi composta por Shinsadong Tiger. Possui rap de Thunder, que tem sido amigo da IU desde a pré-estréia, e a música é uma música de amor que traz todo amor durante o Natal.
IU fez seu retorno oficial através do Music Bank da KBS em 10 de dezembro de 2010.
A partir de 2012, o álbum vendeu mais de 85.000 cópias.

## Lista de faixas
| N.º            | Título                                              | Duração |  |
| 1.             | "This Is Not What I Thought" (이게 아닌데)          | 3:07    |  |
| 2.             | "The Thing I Do Slowly" (느리게 하는 일)            | 4:13    |  |
| 3.             | "Good Day" (좋은 날)                                | 3:53    |  |
| 4.             | "The Night of the First Breakup" (첫 이별 그날 밤)  | 4:26    |  |
| 5.             | "Alone in the Room" (혼자 있는 방)                  | 3:58    |  |
| 6.             | "Merry Christmas in Advance" (미리 메리 크리스마스) | 4:28    |  |
| 7.             | "Good Day" (instrumental)                           | 3:53    |  |
| Duração total: | Duração total:                                      | 26:38   |  |

## Desempenho nas paradas
| País          | Parada                     | Melhor posição | Vendas                          |
| ------------- | -------------------------- | -------------- | ------------------------------- |
| Coreia do Sul | Gaon Weekly Albums Chart   | 2              | - KOR: 100,092+ (ambas edições) |
| Coreia do Sul | Gaon Monthly Albums Chart  | 3              | - KOR: 100,092+ (ambas edições) |
| Coreia do Sul | Gaon Year-End Albums Chart | 33 (2011)      | - KOR: 100,092+ (ambas edições) |